# Okno na Planty
Okno na Planty – czwarty album Andrzeja i Mai Sikorowskich.
Płytę wyprodukowali Andrzej Sikorowski i Jacek Królik. Autorem wszystkich tekstów jest Andrzej Sikorowski, który jest autorem muzyki do piosenek z wyjątkiem utworu Jeśli mnie kiedyś zdradzisz, do którego muzykę skomponowała jego córka, Maja Sikorowska. Płyta była nagrywana w Studiu Nieustraszeni Łowcy Dźwięku w marcu i w kwietniu 2016 roku. Płytę promował utwór „Okno na Planty”, do którego zrealizowano teledysk. Drugim singlem była piosenka „Idol z brodą”.
Premiera płyty odbyła się 7 października 2016.
Według Andrzeja Sikorowskiego płyta jest rodzajem spaceru po krakowskich Plantach i całym Starym Mieście.

## Lista utworów
Na płycie znajduje się 14 piosenek:
1. „Kryzys w niebie”
2. „Okno na Planty”
3. „Skandal”
4. „Kurs na jutro”
5. „Taaka ryba”
6. „Piosenka o mojej gitarze”
7. „Jeśli mnie kiedyś zdradzisz”
8. „Świr z mojej ulicy”
9. „List z wojenki”
10. „Wyspa Wolność”
11. „Tęsknota za młodością”
12. „Kołysanka dla Róży”
13. „Piosenka o małżeństwie”
14. „Idol z brodą”

## Twórcy
- Maja Sikorowska – śpiew, muzyka (7)
- Andrzej Sikorowski – śpiew, gitara, mandolina, teksty, muzyka (oprócz 7)
- Jacek Królik – wszystkie możliwe gitary, mandolina
- Gerta Szymańska – perkusja, instrumenty perkusyjne
- Tomasz Kupiec – kontrabas
- Tomasz Kukurba – altówka, flet, wokaliza (9)
- Jakub Mietła – akordeon
- Maciej Aleksandrowicz – instrumenty klawiszowe